# Морріссі
Сті́вен Па́трік Моррі́ссі (англ. Steven Patrick Morrissey; нар. 22 травня 1959) — британський музикант, співак та композитор. Він став відомий в 1980-х як лірик і вокаліст The Smiths. Гурт був дуже успішним у Великій Британії, але розпався в 1987 році, і Морріссі почав сольну кар'єру, десять разів очолювавши британський хіт-парад синглів. Його перший сольний альбом, Viva Hate (1988), увійшов до UK Albums Chart на першій позиції.

## Біографія

### Сольна кар'єра
Перший сольний альбом Морріссі, Viva Hate, вийшов взимку 88-го. Записаний з давнім другом Smiths Стівеном Стрітом, витриманий альбом з приємними мелодіями заслужив хороші відгуки в пресі; два сингли з нього, Suedehead і Everyday Is Like Sunday і до цього дня вважаються одними з головних хітів артиста, хоча насилу вписуються в атмосферу альбому в цілому.
Наприкінці 88-го року відбувся перший сольний виступ Моза (як ласкаво називають його прихильники і друзі), що пройшов у Вулверхемптоні. Тисячі фанів The Smiths зібралися там, чекаючи зрозуміти, що ж стало з Морріссі після розпаду групи. Концерт перевершив усі очікування фанів; божевільний натовп буквально ліз на сцену — ці кадри можна побачити на DVD Hulmerist. У групі Моза того вечора грали колишні партнери по The Smiths — Енді Рурк, Майк Джойс і Крейг Геннон, але лише з Рурком Морріссі продовжив співпрацю роком пізніше.
Збірка Bona Drag, що вийшла в 90-му році, складалася з синглів і бі-сайдів. Публіка, що чекала нового повнокровного альбому, була дещо розчарована. Ще більше розчарував її наступний альбом артиста, Kill Unkle — украй інтимний, майже домашній запис з крихкими піснями. Диск отримав принизливі відгуки в пресі. Деякі з критиків поспішили поставити на кар'єрі артиста хрест.
Бажаючи змінити виниклу навкруги атмосферу розчарування, Морріссі рекрутував до свого складу учасника The Polecats Боза Бурера (що грає в групі Морріссі і до цього дня) і чудового мелодиста Алена Вайта. При співпраці з продюсером і колишнім гітаристом Девіда Боуї Міком Ронсоном, Морріссі записав украй бадьору, абсолютно несподівано драйвову платівку Your Arsenal. Наприкінці 92-го року її навіть номінували на «Греммі».
Морріссі з успіхом гастролює по Європі і Штатам; кліп на пісню Tomorrow в гарячій ротації MTV, а виконавська майстерність тих, що грають з Морріссі музикантів помітно зростає — зокрема, в порівнянні з Kill Unkle Tour, один з концертів якого випущений на DVD під назвою Live In Dallas (і отримав двійку від авторитетного журналу Mojo).
Однією з головних віх в кар'єрі артиста стає його наступний запис — альбом Vauxhall And I, записаний вже із Стівом Лилііайтом. Журнал Q ставить альбому п'ятірку. Лише один з критиків має сміливість помітити, що Морріссі записав пісні, анітрохи не кращі по суті, чим на Kill Unkle. Проте, пісня The More You Ignore Me The Closer I Get стає великим хітом по обидві сторони Атлантики.
Закінчується ця істерія досить швидко — на хвилі бріт-попа і протиборства між Oasis і Blur, Моз записує мало не прог-роковий альбом, Southpaw Grammar, з композиціями по 10 хвилин. Критика вірно помічає давню особливість психіки Морріссі — веде свій початок з дитячих часів — йти від зворотного. Це взагалі властиво егоцентричним людям, що не слухаються своїх батьків. Альбом отримує принизливі рецензії в пресі і по-справжньому оцінений лише у наш час: Southpaw Grammar, багато в чому, передбачив своїм звучанням останні записи Морріссі в 2000-х, але звучить сміливіше і цікаво. У 2009-му році Морріссі перевидав цей альбом, додавши до нього три бі-сайда (у тому числі, один ще часів Your Arsenal) і змінивши порядок пісень. Журнал Q виставив перевиданню четвірку, але рішення змінити трекліст розуміння у прихильників не знайшло. Восени 95-го року Девід Боуї кличе Морріссі в спільне турне. Морріссі фактично виступає у Боуї на розігріванні; прихильники Девіда не заповнюють зал, поки виступає Моз; у довершенні всього, Боуї просить Морріссі міняти своїх музикантів з кожною з останніх пісень його виступу на одного з музикантів Боуї. Морріссі заявляє, що це завадить йому нормально попрощатися з прихильниками і покидає турне (офіційно — унаслідок «хвороби»). Девід Боуї розчаровується в людських якостях Морріссі, заявляючи про його «ненадійність» і, за словами Морріссі, вони ніколи більше не розмовляли після цього інциденту. Через декілька років Моррисси дозволить собі заявити, що Боуї «був великим артистом в 1973-му, але не зараз».
Двома роками пізніше, після програної в суді справи про виплату неустойки колишньому барабанщикові Smiths Майку Джойсу, Морріссі прощається з Англією і переїжджає в Лос-Анджелес. Альбом Maladjusted, що вийшов того року, — щонайтонший запис з більше мелодійними, ніж на Southpaw, піснями і — знову — продюсингом Стіва Лиллівайта Цікаво, що спочатку продюсером диска повинен був стати вокаліст групи The Clash Джо Страммер — Морріссі розповідає про це у вкладці до перевидання 2009-го року, що вийшло разом з Southpaw Grammar (тут Морріссі також додав до класичного порядку пісень декілька бісайдів 97-го року і змінив його). Тоді, в 97-му, альбом критики приймають дуже холодно (хоча і краще, ніж Southpaw) і Морріссі замовкає.
У 2000-му році артист проводить божевільне турне по Південній Америці. У 2001-му заявляє, що написав 20 нових пісень. У 2002-му тріумфально виступає в Лондонському Royal Albert Hall — практично втоптаний в землю, забутий кумир, що виростив ціле покоління молодих послідовників, Моз вже не має права на помилку і приступає до запису першого за 7 років альбому.
У 2004 році виходить You are the quarry. Диск стає популярний у багатьох країнах Європи — Норвегії, Німеччині — займає другий рядок британського хіт-параду і входить в першу десятку Billboard. You Are The Quarry стає якщо не тріумфальним, то як мінімум украй помітним поверненням у форму, а пісня Irish Blood English Heart потрапляє в сотню найкращих пісень 2000-х на думку NME. Цікаво, що усі чотири сингли з цього альбому потрапили у британський Top — 10 — це видатне досягнення.
Наступний диск Ringleader of the tormentors (2006), записаний зусиллями Тоні Вісконті в Римі, вийшов менш успішним. Морріссі навмисно відмовився від звичної форми поп-пісень, прийшовши до навмисного її ускладнення, що привело в деяких треках до фактичного висмоктування з пальця. Критик з журналу Mojo помітив, що більшість мелодій тут досконало надумані.
У 2009 році новий альбом Years of refusal(«роки відмови») довів, що артист не збирається повертатися до колишньої мелодійності. YOR в прямолінійній хард-роковій манері використовує напрацювання Southpaw Grammar і Ringleader 'а. З Морріссі тепер грають музиканти, які молодше його на 20 років. Диск не здобув особливої популярності ні серед критиків, ні серед прихильників і став останньою роботою продюсера Джері Фінна (Green Day, Blink 182), який помер від інсульту за декілька тижнів до його виходу. Влітку 2009-го року Морріссі вперше виступає в Москві і Санкт-Петербурзі. За словами самого Моза, «публіка в Росії була дуже гучною і надихаючою».

## Особисте життя
Морріссі є вегетаріанцем з 11 років. Він пояснив своє вегетаріанство, кажучи: «Якщо ви любите тварин, очевидно, це не є сенсом робити їм боляче».
Морріссі є двоюрідним братом Роббі Кіна, ірландського футболіста, який грає як нападник і є капітаном Збірної Ірландії з футболу.
Морріссі — відкритий бісексуал. У 1994 році він почав відносини з фотографом Джейком Волтерсом. В інтерв'ю в березні 2013 року, Джейк Волтерс сказав: «Морріссі і я були друзями протягом довгого часу, ймовірно, близько 20 років».
Сексуальність Морріссі була предметом численних спекуляцій та висвітлення в британській пресі протягом його кар'єри, при цьому він періодично заявляв, що є безшлюбним, розчарованим гетеросексуалом або бісексуалом. У листі 1980 року він описав і себе, і свою «подругу» як бісексуалів.
Протягом років роботи зі Смітами Морріссі сповідував целібат, що було характерним для того часу, коли в поп-музиці домінувала видима сексуальність. Він представляв себе як непрактикуючого бісексуала. В інтерв'ю 1989 року він сказав, що його «завжди приваблювали чоловіки та жінки, яких ніколи не приваблював він», і тому у нього «зовсім не було стосунків». У 2013 році він опублікував заяву, в якій говорилося: «На жаль, я не гомосексуал. Насправді я людиносексуал. Мене приваблюють люди. Але, звісно… не так багато».
У 1997 році Морріссі заявив, що відмовився від целібату та мав стосунки з боксером-кокні. У його автобіографії було зазначено, що цією людиною був Джейк Волтерс. Їхні стосунки розпочалися в 1994 році, і вони жили разом до 1996 року. У своїй автобіографії Морріссі також згадує стосунки з молодшим італійцем, відомим лише як «Джелато», з яким він намагався купити будинок приблизно у 2006 році.

### Права тварин
Під час свого виступу у Варшаві 24 липня 2011 Морріссі своєрідно прокоментував звістку про подвійний теракт в Норвегії. Перед виконанням композиції The Smiths «Meat Is Murder» виконавець зробив наступну заяву:

| Усі ми живемо у світі вбивств - це ясно показують події в Норвегії: 97 загиблих. Втім, це ніщо в порівнянні з тим, що відбувається щодня в McDonald's і "Смаженому гівні з Кентуккі"[15] |
Більшість людей, що висловилися з приводу коментаря Морріссі, вважають, що воно не робить музикантові честі.
У грудні 2011-го Морріссі названий людиною року за версією міжнародної організації по охороні прав тварин — PETA.
Морріссі зайняв друге місце в опитуванні компанії BBC2 «Ідоли, що нині живуть», обігнавши сера Пола Маккартні, що зайняв третє місце (опитування проводилося в 2006-му році).

## Дискографія
- Viva Hate (1988)
- Kill Uncle (1991)
- Your Arsenal (1992)
- Vauxhall and I (1994)
- Southpaw Grammar (1995)
- Maladjusted (1997)
- You Are the Quarry (2004)
- Ringleader of the Tormentors (2006)
- Years of Refusal (2009)
- World Peace Is None of Your Business (2014)
- Low in High School (2017)
- California Son (2019)
- I Am Not a Dog on a Chain (2020)
- Bonfire of Teenagers (2021)